# Il bacio dell'assassino
Il bacio dell'assassino (Killer's Kiss) è un film del 1955 diretto e co-prodotto da Stanley Kubrick.
Secondo lungometraggio di Kubrick, il film ha come protagonisti Frank Silvera, Jamie Smith e Chris Chase. Proiettato in anteprima a New York il 21 settembre 1955 e distribuito negli Stati Uniti dalla United Artists il 1º ottobre, Il bacio dell'assassino fu ben accolto dalla critica e vinse il premio per la migliore regia al Locarno Festival del 1959. Alla storia della sua produzione è ispirato il film di Matthew Chapman Baci per un amante sconosciuto (1983).

## Trama

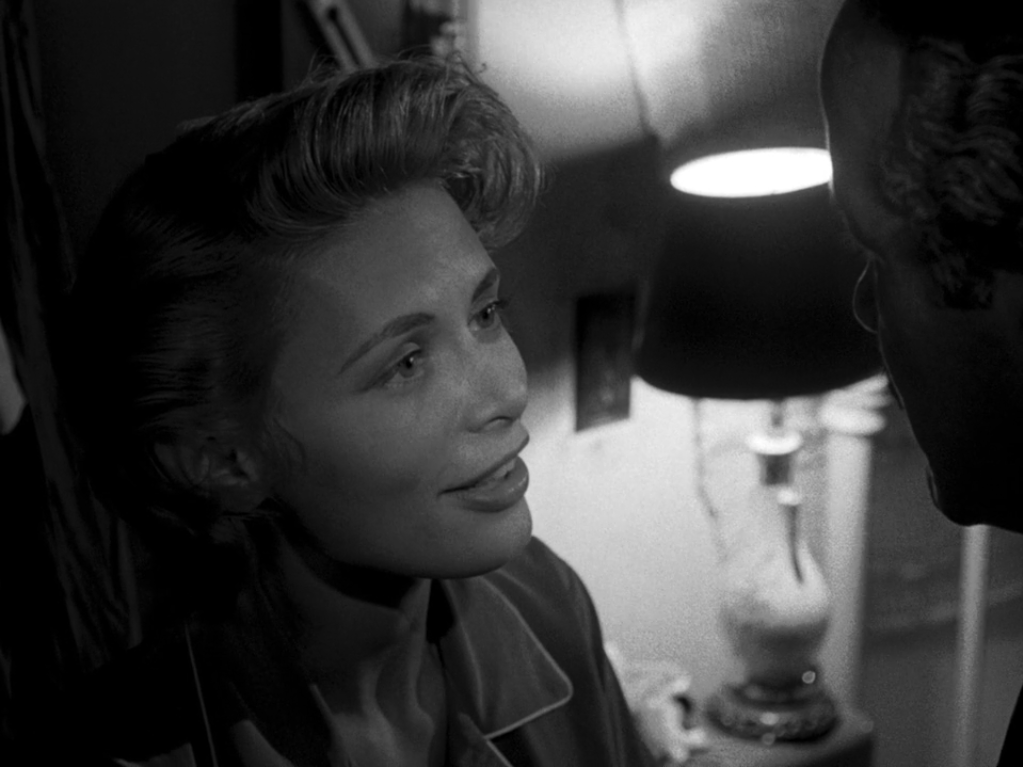
Chris Chase in una scena del film

A 29 anni, Davey Gordon è un pugile di New York già sulla via del tramonto. Il match perso nettamente con un giovane emergente lo fa riflettere sull'offerta che i suoi zii gli rinnovano, di ritornare nella loro fattoria nei pressi di Seattle. Quella sera stessa, stanco e deluso, Davey assiste attraverso la finestra della sua stanza all'aggressione subita dalla ragazza sua dirimpettaia da parte di un uomo; interviene subito, ma questi fa in tempo a scappare. Lei lo aveva notato proprio quel pomeriggio, e il caso ha voluto che le prime pesanti avances subite nella sala da ballo dove lavora, il suo principale gliele abbia fatte proprio mentre in televisione veniva trasmesso il match di Gordon. Gloria ringrazia il suo gentile difensore e poi si addormenta. Lui torna a casa sua ma al mattino è già da lei, e in meno di una giornata non solo sboccia l'amore, ma addirittura lui pianifica l'immediato ritorno dai suoi zii insieme a lei.
Non c'è tempo da perdere, così per poter partire il giorno seguente, i due si danno da fare per riscuotere gli ultimi rispettivi compensi. Gordon, per avere subito la borsa del suo ultimo incontro, dà appuntamento al suo procuratore direttamente di fronte alla sala da ballo dove a sua volta Gloria dovrà incassare lo stipendio dell'ultima settimana. Quest'ultima operazione risulterà più complicata del previsto. Vinnie Raphael, il suo capo, nonché spasimante, è infatti avvelenato dal rifiuto della ragazza e ancor più dal saperla ora in partenza, e per sempre, con uno sconosciuto. Allora, dopo inutili minacce, la fa scendere in strada senza pagarla per poi richiamarla immediatamente a sé, credendo così di aver dato modo ai suoi scagnozzi di individuare il suo compagno. Il caso vuole che Gordon si sia assentato momentaneamente dall'ingresso della sala, dove invece, puntualissimo al suo appuntamento, proprio nel momento sbagliato, si trova il suo procuratore. Così, mentre Gloria viene finalmente pagata i due malfattori al servizio di Raphael prelevano Albert e, pensando che sia Gordon, lo pestano fino ad ucciderlo, andando oltre le intenzioni iniziali.
Fatte le valigie, Davey si reca da Gloria ma lei non è nella sua stanza. Proprio mentre è lì scorge la polizia che fa irruzione nell'abitazione di fronte, che ha appena lasciato, e apprende che lo stanno cercando per l'omicidio del suo procuratore. Davey così, per riscattare sé stesso e salvare Gloria dà la caccia a Raphael. Inseguito e raggiunto lo costringe dietro la minaccia di una pistola ad accompagnarlo nel magazzino dove è rinchiusa la ragazza. Giunti nell'edificio abbandonato nel quale i due carcerieri tengono la ragazza, Gordon, grazie all'effetto sorpresa, sembra sottomettere i tre aguzzini ma poi in un attimo si ritrova a terra tramortito. In questo frangente mentre i tre hanno tutte le intenzioni di sbarazzarsi dei due scomodi testimoni del loro omicidio, Gloria gioca le sue ultime carte offrendosi a Vinnie. Lei lo bacia dichiarandosi totalmente disinteressata di Davey che, per altro, ascolta tutto e subito dopo riesce a fuggire gettandosi in strada sfondando una finestra.
Dopo un inseguimento fra i tetti, e un violentissimo corpo a corpo in un deposito di manichini, Raphael è colpito a morte e Gordon, all'arrivo della polizia, grazie anche alle confessioni dei due scagnozzi arrestati, torna libero e incensurato. Così, quando si reca in stazione secondo il programma già stabilito, riflettendo sull'accaduto e trovandosi da solo, non ha rimpianti ripensando alle parole pronunciate da Gloria nel disperato tentativo di salvare la propria vita. Quando però poi lei arriva in stazione e gli corre incontro, lui l'abbraccia, la bacia, e tutto è superato.

## Produzione
Il film, il cui titolo di lavorazione era Kiss Me, Kill Me, fu prodotto con un budget di 75.000 dollari in buona parte prestato a Kubrick da Morris Bousel, un farmacista del Bronx che fu premiato venendo accreditato come co-produttore. L'attore Frank Silvera, che aveva già recitato in Paura e desiderio, accettò di interpretare il cattivo a patto di venire accreditato per primo (essendo comunque l'unico attore esperto del cast), ma ebbe un salario modesto come il resto del cast e della troupe.
Kubrick non poté permettersi la licenza per le riprese, così usò cineprese portatili e talvolta girava le scene di strada dal cassone di un camioncino in movimento. La sequenza di combattimento nel deposito di manichini impiegò due settimane di riprese e distrusse manichini per un valore di 15.000 dollari. Kubrick iniziò a girare il film registrando il suono in presa diretta, come era prassi comune a Hollywood. Tuttavia, frustrato dall'intrusione del microfono nel suo sistema di illuminazione, Kubrick licenziò il tecnico del suono Nat Boxer e decise di far doppiare in post-produzione l'intero film come aveva fatto con Paura e desiderio. Poiché l'esordiente Chris Chase (qui accreditata come Irene Kane) si rifiutò di doppiare i propri dialoghi, fu doppiata dall'attrice radiofonica Peggy Lobbin.
In una lettera a sua sorella, citata in una biografia di Kubrick, Chase si lamentò dei numerosi finali girati per il film, dicendo di non sapere più quale fosse quello vero. Contro la volontà di Kubrick, infatti, la United Artists richiese che per il film fosse girato un lieto fine, acquistandolo per 100.000 dollari e accettando di fornirne altrettanti per il successivo film di Kubrick, Rapina a mano armata.

## Distribuzione

### Data di uscita
Le date di uscita internazionali sono state:
- 1º ottobre 1955 negli Stati Uniti
- 23 marzo 1956 in Belgio (De kus van de doder)
- 12 dicembre 1958 in Germania Ovest (Der Tiger von New York)
- 1º luglio 1959 in Italia
- 17 settembre 1960 in Giappone
- 13 giugno 1962 in Francia (Le baiser du tueur)

### Edizione italiana
Nel doppiaggio italiano del film, eseguito dalla C.D.C., furono rimosse le origini italiane di Vinnie dandogli il cognome Raphael anziché Rapallo come nella versione originale.

### Edizioni home video
In America del Nord il film fu distribuito in VHS nel 1983 dalla MGM/UA Home Video e in DVD-Video il 1º maggio 2001 dalla MGM Home Entertainment; l'unico extra di quest'ultima edizione, distribuita in Italia il 28 novembre 2002, è il trailer originale. Il 16 agosto 2011 il film è stato inserito come contenuto speciale nell'edizione DVD e Blu-ray Disc di Rapina a mano armata edita da The Criterion Collection; sono inclusi anche il trailer e un contributo video di Geoffrey O'Brien. Il 19 luglio 2019 il film è stato riedito in DVD in Italia dalla A&R Productions; come extra sono incluse delle gallerie con foto e locandine.

## Accoglienza

### Critica
Il film fu generalmente ben accolto dalla critica. L'82% delle 28 recensioni raccolte dal sito Rotten Tomatoes sono positive; sul sito il film ha un voto medio di 6,6. Variety, recensendo il film all'epoca, ebbe qualche riserva affermando: "Le lenti scure di Kubrick catturano di tanto in tanto il sapore del lato oscuro della vita di Gotham. Le sue scene della lugubre Broadway, delle case cupe e delle grottesche strutture in mattoni e pietra che compongono il quartiere del centro di Manhattan aiutano a compensare le carenze della sceneggiatura." Jonathan Rosenbaum scrisse per il Chicago Reader: "Un thriller noir con rifiniture sperimentali che trattiene la maggior parte delle emozioni, sensibili o meno, che minacciavano di rendere sdolcinato il primo lungometraggio di Kubrick, che vede tutti i suoi personaggi malviventi da una distanza considerevole."
Secondo Time Out, si tratta di "un thriller di serie B lunatico ma piuttosto eccessivo, i cui piaceri principali risiedono nella fotografia in bianco e nero ad alto contrasto. La storia non è nulla di originale (...) ma Kubrick sfrutta al massimo flashback e sequenze di sogni, e una surreale lotta culminante in un magazzino pieno di manichini. I dialoghi sono stati doppiati, determinando una certa rigidità nella recitazione, ma almeno la breve durata assicura che i momenti più pretenziosi del film tendano a sfrecciare via, piuttosto che indugiare come nei successivi lavori di Kubrick." In occasione di una proiezione presso il Film Forum nel 1994, Janet Maslin scrisse per The New York Times: "Il bacio dell'assassino portò il regista in un territorio più convenzionale, con una trama noir su un pugile, un gangster e una ragazza da sala da ballo. Utilizzando Times Square e persino la metropolitana come sfondo, Mr. Kubrick lavorò in uno stile insolitamente naturalistico nonostante il materiale di genere, con risultati contrastanti ma ancora affascinanti."